# Джон Воллас (веслувальник)
Джон Воллас (англ. John Wallace, 1 квітня 1962) — канадський академічний веслувальник.
Олімпійський чемпіон 1992 року в складі вісімки, учасник 1988 року. Чоловік веслувальниці Сілкен Лауманн.